# Bitiako
Bitiako är en ort i Burkina Faso.   Den ligger i regionen Boucle du Mouhoun, i den centrala delen av landet, 170 kilometer väster om huvudstaden Ouagadougou. Bitiako ligger 292 meter över havet och antalet invånare är 1 192.
Terrängen runt Bitiako är platt. Närmaste större samhälle är Boromo, 12,3 kilometer sydost om Bitiako.
Omgivningarna runt Bitiako är en mosaik av jordbruksmark och naturlig växtlighet. Runt Bitiako är det ganska glesbefolkat, med 34 invånare per kvadratkilometer.